# 괴물신부
《괴물신부》는 매주 일요일, 네이버 웹툰에서 상범과 스테익이 연재하는 스토리, 판타지 웹툰이다.

## 등장인물

### 주요인물
- 오해나 (나이:17세)

여주인공. 취미는 요리이다.
괴물과 싸워도 이길 정도의 괴력을 가졌다. 괴물들을 힘으로 제압해 신랑후보를 정해둔 아버지가 맥도 못 추릴 정도이니, 사실상 세계 최강자급이다.

- 야마가미 오니스케(일본어: 山上鬼助 야마가미키스케[*])

오해나의 신랑후보다. 오해나가 좋아하던 배우이기도 했으나 실제 성격과 작품 속 성격의 괴리감에 오히려 거부감을 보였다.
- 황치앙

오해나의 신랑후보다.강시이다. 누벨바그의 멤버이기도 하다. 귀엽다.
시체조종군에게 당한적이있다.
- 도채빈

오해나의 신랑후보이다. 도깨비이며, 오해나와 같은 학교를 다닌다.
오해나의 비밀을 알고있는 사람중 하나이다.
- 울프강 루치페르 주니어

오해나의 신랑후보다.늑대인간이다. 보름달이 뜨는 날에는 늑대로 변한다.
악기를 잘다룬다.
- 범이

오해나의 신랑후보다.스핑크스이다. 오해나를 만나서 같은 집에 살게된다.

### 조연인물
- 오득칠

오해나의 아빠이다. 복권에 당첨된 이후 집을 나갔다.
- 타마

야마가미 오니스케의 비서. 고양이 요괴이다.
- 야마가미 요우

야마가미 오니스케의 누나, 오니스케 가문의 후계자이다.
- 야마가미 사에

야마가미 오니스케의 엄마이다.
- 훼이

황치앙을 살려낸 도사이다.